# マンドリュー＝ラ＝ナプール
マンドリュー＝ラ＝ナプール （Mandelieu-la-Napoule）は、フランス、プロヴァンス＝アルプ＝コート・ダジュール地域圏、アルプ＝マリティーム県のコミューン。
1970年12月7日、マンドリューとラ＝ナプールが合併して誕生した。

## 概要
カンヌ、テウル＝シュル＝メール、ペゴマの間に位置する。周囲をタンヌロン山地、エストレル山地に囲まれ、海、ミモザの林、ヴィッラ、住宅、マリーナ、ゴルフコースといった異なる様相を持つ。
A8が通り、ニース・コート＝ダジュール空港から車で約35分の距離である。最寄のTGV駅はカンヌとなる。
観光業が中心のコミューンで、休暇用別荘、ホテル、カジノがある。

## 人口統計
| 1962年 | 1968年 | 1975年 | 1982年 | 1990年 | 1999年 | 2006年 |
| ------ | ------ | ------ | ------ | ------ | ------ | ------ |
| 3 981  | 6 124  | 9 535  | 14 283 | 16 493 | 17 863 | 20 850 |

## 姉妹都市
- クランス＝モンタナ、スイス
- オットブルン、ドイツ